# 有価証券の売出し
有価証券の売出し（ゆうかしょうけんのうりだし）とは、金融商品取引法2条4項によって定義されている行為である。旧証券取引法から受け継がれた用語である。
具体的には、既に発行された有価証券の売付け勧誘等（＝売付けの申込み又はその買付けの申込みの勧誘）のうち、私売出し（①第1項有価証券については、適格機関投資家私売出し、特定投資家私売出しおよび少人数私売出し。②第2項有価証券については、その売付け勧誘等に応じることにより、当該売付け勧誘等に係る有価証券を500名未満の者が所有することとなる場合。）以外の場合をいう。ただし、いずれも、取引所金融商品市場における有価証券の売買などは除かれる。